# Roždace
Roždace (en serbe cyrillique : Рождасе) est un village de Serbie situé sur le territoire de la Ville de Vranje, district de Pčinja. Au recensement de 2011, il comptait 36 habitants.

## Démographie
| 1948 | 1953 | 1961 | 1971 | 1981 | 1991 | 2002 | 2011 |
| ---- | ---- | ---- | ---- | ---- | ---- | ---- | ---- |
| 250  | 242  | 212  | 141  | 101  | 56   | 47   | 36   |

|  |